# 英澳望遠鏡
英澳望遠鏡（Anglo-Australian Telescope，AAT）是座落於澳洲1,100米高的山區，架設在賽丁泉天文台內，由英澳天文台操作的一架口徑3.9米，架台為赤道儀式的望遠鏡。它是由英國和澳洲共同出資建造的，為全球的天文學家提供可觀測的時間。它裝備了大量的工具，包括兩度視場設備（2df），可以在2°的視場內選擇400個觀測的天體，同時進行光譜觀測的機器人光纖定位器；倫敦大學的Échelle光譜儀（UCLES），一個高解析的光譜儀，曾經用他發現了許多的太陽系外行星；還有IRIS2，一個廣角的紅外線照相機和光譜儀。
在1970年代，當主要的望遠鏡仍多位於北半球時，它於1974年就對南半球的天空展開了高品質的觀測。
AAT是最後一架採用赤道儀架台的大望遠鏡，之後新建的大望遠鏡都採用更緊密和機械上更穩定的經緯儀架台。但是AAT是第一架全部採用電腦控制的望遠鏡，在指向性與追蹤精度上都建立了新的標準。
在2000年的大眾機械雜誌上的文章指出，由九個在英國和美國的機構聯合操作下，AAT發現了三顆新的行星。

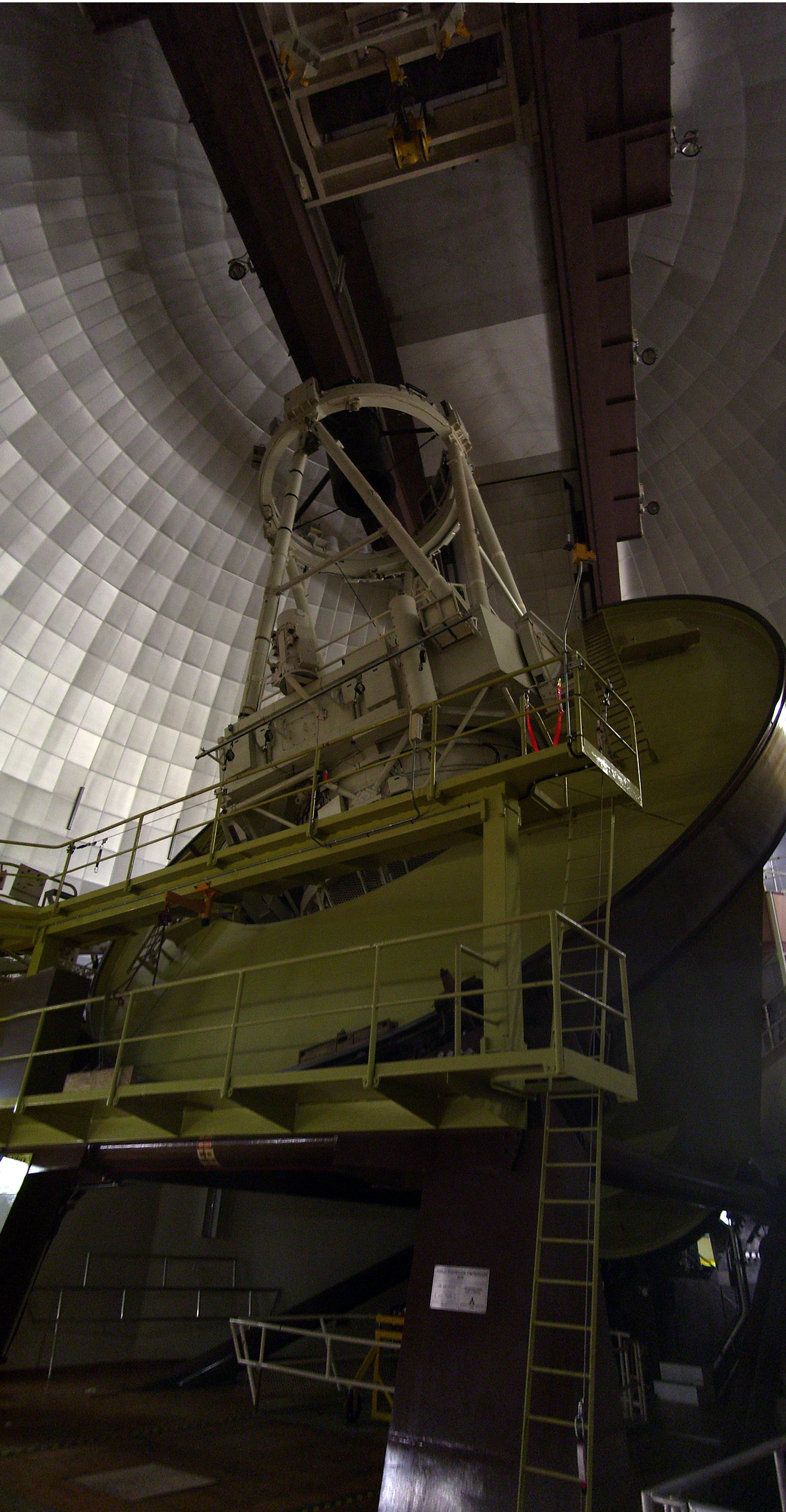
由訪客平台看見的AAT望遠鏡。

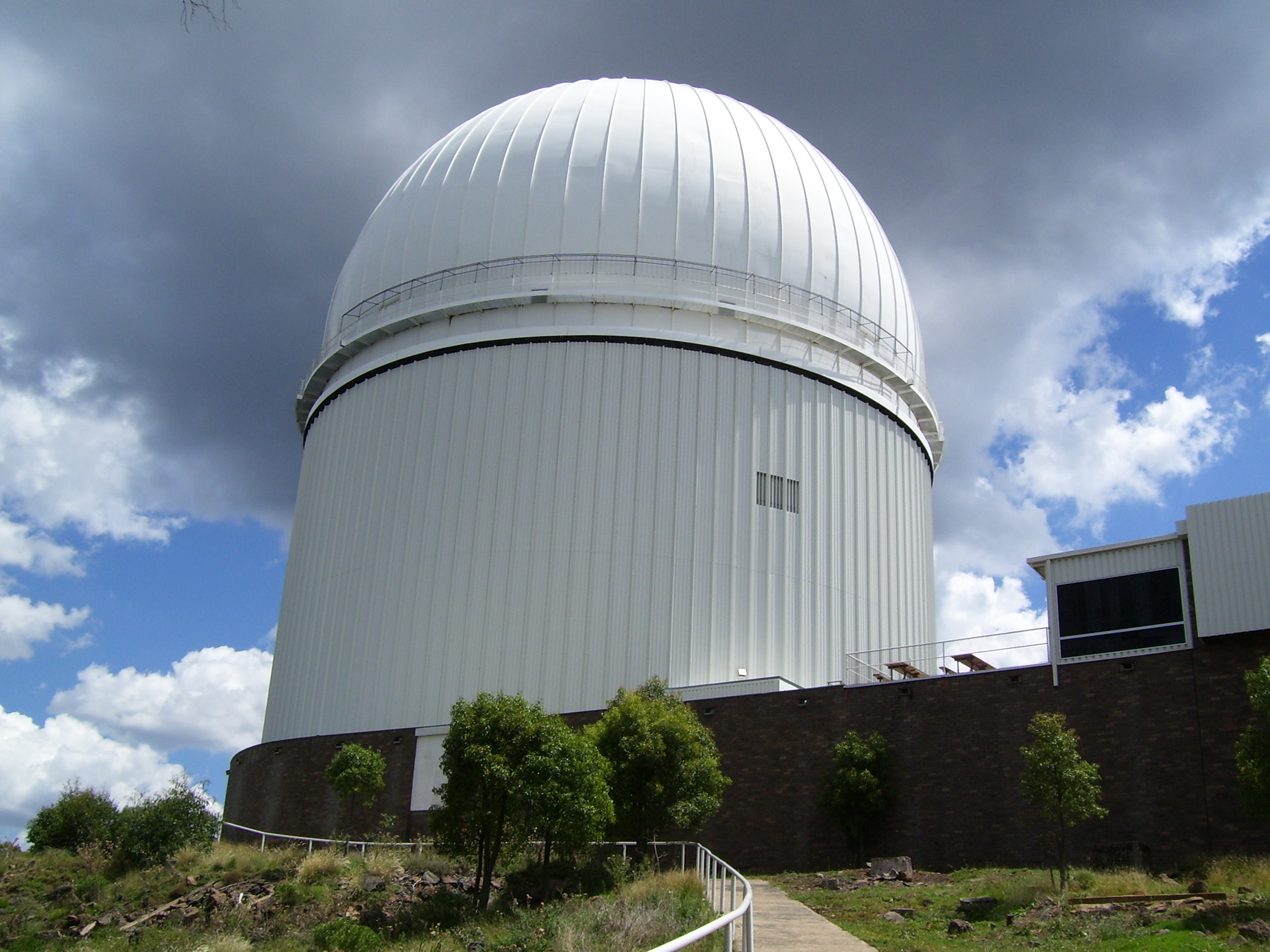
AAT的觀測圓頂。

## 外部連結
- AAT首頁 （页面存档备份，存于）